# Alexander Mesch
Alexander Mesch (* 1973) ist ein ehemaliger deutscher Wasserspringer, der bei Weltmeisterschaften eine Silbermedaille gewann. Bei Europameisterschaften ersprang er zwei Goldmedaillen und eine Silbermedaille.

## Sportliche Karriere
Alexander Mesch startete für den SC Empor Rostock. Er wurde 2000 Deutscher Meister vom Ein-Meter-Brett. 1997 und 1999 gewann er mit dem Berliner Holger Schlepps das Synchronspringen vom Drei-Meter-Brett. Außerdem wurde er 2001 Deutscher Hallenmeister vom Ein-Meter-Brett. 1995 siegte er mit Andreas Wels im Synchronspringen vom Drei-Meter-Brett.
1997 bei den Europameisterschaften in Sevilla siegten Alexander Mesch und Holger Schlepps im Synchronspringen vom Drei-Meter-Brett vor den Spaniern José Luis Hidalgo und Rubén Santos sowie den Italienern Donald Miranda und Nicola Marconi. Anfang 1998 fanden die Weltmeisterschaften in Perth statt. Im Synchronspringen vom Drei-Meter-Brett ersprangen die Chinesen Yu Zhuocheng und Hao Xu die Goldmedaille vor Mesch und Schlepps. Mesch nahm auch am Wettbewerb vom Drei-Meter-Brett teil und erreichte den neunten Platz. Im Jahr darauf bei den Europameisterschaften 1999 in Istanbul siegten die Italiener Donald Miranda und Nicola Marconi im Synchronspringen vom Drei-Meter-Brett vor Mesch und Schlepps. Bei den Europameisterschaften 2000 in Helsinki gewann Mesch den Wettbewerb vom Ein-Meter-Brett.
Alexander Mesch studierte Rechtswissenschaften an der Universität Rostock und wurde 2003 als Rechtsanwalt zugelassen. Er ist seit 2011 Fachanwalt für Miet- und Wohnungseigentumsrecht und seit 2018 Partner in einer Rostocker Kanzlei.